# Coccoloba rufescens
Coccoloba rufescens är en slideväxtart som beskrevs av Wright apud Sauvalle. Coccoloba rufescens ingår i släktet Coccoloba och familjen slideväxter. Inga underarter finns listade i Catalogue of Life.